# Bryan Merrett
Bryan Merrett (* 1. November 1934; † 1. August 2001) war ein englischer Tischtennisspieler und -trainer. In den 1950er und 1960er Jahren absolvierte er mehr als 100 internationale Einsätze.

## Werdegang
Erstmals international eingesetzt wurde Bryan Merrett im Januar 1952. 1960 war er die Nummer 1 in der englischen Rangliste. Bei den nationalen englischen Meisterschaften siegte er 1960 im Einzel und 1961 im Doppel mit Ian Harrison. Mehrmals nahm er an Europameisterschaften und Weltmeisterschaften teil. Dabei gewann er bei der WM 1955 und der EM 1960 jeweils Bronze mit der englischen Mannschaft.
In den 1970er Jahren arbeitete Bryan Merrett als Trainer der englischen Nationalmannschaft.

## Privat
Bryan Merrett war verheiratet. Er hatte eine Tochter.